# Галичская икона Божией Матери
Га́личская икона Божией Матери (Чухломская, Городецкая) — почитаемая в Русской православной церкви чудотворной икона Богородицы, явленная, по преданию, преподобному Авраамию Галичскому. Икона относится к иконописному типу Елеуса (Умиление). Празднование иконе совершается 28 мая, 20 июля, 15 августа по юлианскому календарю.
Предание приписывает иконе чудесное явление преподобному Авраамию на дереве на холме у Галичского озера, где он поселился по благословению Сергия Радонежского. Житие не сообщает о времени этого явления, и его традиционно датируют 1350 годом. На месте обретения иконы Авраамий построил часовню, а позднее при поддержке галичского князя Дмитрия Борисовича основал там монастырь в честь Успения Пресвятой Богородицы.
Икона стала святыней не только Успенского монастыря. В XVIII веке, когда монастырь упразднили и сделали приходской церковью, Галичская икона была уже одной из главных святынь Галичского уезда и всего Костромского края. С ней несколько раз в год совершали крестные ходы, в том числе и в соседние уезды. Во второй половине XVIII века Галичскую икону украсили серебряной позолоченной ризой.
В 1920-е годы, несмотря на антирелигиозную кампанию, с ней продолжали совершать крестные ходы. В 1932 году Успенская церковь в селе Умиленье была закрыта, и, по свидетельству старожилов, её последний священник Алексий Стригалёв, уходя из села, взял Галичскую икону с собой. Дальнейшая судьба иконы неизвестна.
В конце XIX века с Галичской иконы был сделан список «мерою и подобием» первообразу. Он находится во Введенском кафедральном соборе Галича. В 2000 году в день празднования 650-летия явления иконы с этим списком был совершён крестный ход к Галицкому озеру к месту явления иконы.